# Paige Moss
Paige Moss (Washington D.C., 30 januari 1973) is een Amerikaanse actrice.

## Biografie
Moss werd geboren in Washington D.C. en groeide op in Abilene (Texas). In de tijd dat ze op de highschool zat deed ze auditie voor een drama cursus op de Kennedy Center in Washington. Daar werd ze niet aangenomen en keerde ze terug naar Abilene om de highschool af te maken. Daar haalde ze versneld haar diploma. Hierna ging ze naar Virginia om een dramacursus te volgen aan de George Mason-universiteit in Fairfax (Virginia). Toen ze haar diploma hier had gekregen kon ze naar de American Academy of Dramatic Arts in Los Angeles. 
Moss begon in 1996 met acteren in de televisieserie Beverly Hills, 90210 in de rol van Tara Marks (7 afl). Hierna heeft ze nog meerdere rollen gedaan in televisieseries en televisiefilms zoals Baywatch Nights (1995-1996), Buffy the Vampire Slayer (1999) en It's All Relative (2003-2004). 

## Filmografie

### Films
Uitgezonderd korte films.
- 2005: Short Fuse – als Sofia
- 2004: The Ranch – als Rickie Lee
- 2002: My Father’s House – als Jenna Summer
- 2001: Killer Instinct – als Wendy
- 2001: Shooting LA – als Het meisje
- 2000: Auggie Rose – als Noreen
- 1999: Student Affairs – als Nina
- 1999: Stranger in My House – als Jill Young
- 1998: Can’t Hardly Wait – als Ashley
- 1998: Girl – als Meisje
- 1997: House of Frankenstein – als Olivia
- 1997: Prison of Secrets – als ??
- 1997: Murder Live! – als Sally McGrath
- 1996: No One Would Tell – als Donna Fowler

### Televisieseries
Uitgezonderd eenmalige gastrollen.
- 2003 – 2004: It’s All Relative – als Maddy O’Neil – 20 afl.
- 1999: Buffy the Vampire Slayer – als Veruca – 3 afl.
- 1996: Beverly Hills, 90210 – als Tara Marks – 7 afl.